# فريدريش أوغسطس الثاني ملك ساكسونيا
فريدريش أوغسطس الثاني ملك ساكسونيا (بالألمانية: Friedrich August II. )‏ (و. 1797 – 1854 م) هو وصي العرش ألماني، ولد في فايسنزيه، وكان عضوًا في الجمعية الملكية، توفي عن عمر يناهز 57 عاماً، بسبب السقوط عن الحصان.

## جوائز
حصل على جوائز منها:
- وسام فارس رهبانية الصوفة الذهبية
- Military Order of St. Henry [الإنجليزية]‏
- Order of the Rue Crown [الإنجليزية]‏
- نيشان فرسان القديس أندراوس
- Civil Order of Saxony [الإنجليزية]‏.